# Thrice Woven
Thrice Woven šesti je studijski album američkog black metal-sastava Wolves in the Throne Room. Diskografska kuća Artemisia Records objavila ga je 22. rujna 2017.

## O albumu
Thrice Woven prvi je black metal-album sastava od uratka Celestial Lineage iz 2011., koji skupina smatra posljednjim dijelom trilogije albuma koju još čine Two Hunters i Black Cascade. Grupa je izjavila da Celestite, ambijentalni album iz 2014., nadopunjuje Celestial Lineage, a ne da je to zaseban uradak; dodala je i da Thrice Woven nije povezan s prijašnjim albumima. Prvi je studijski album na kojem se pojavio novi član, pjevač i gitarist Kody Keyworth.

## Snimanje i produkcija
Thrice Woven gotovo je isključivo snimljen u Owl Lodgeu, kućnom studiju sastava u Olympiji. Bubnjarske dionice snimljene su u Litho Studiju u Seattleu. Premda su radila s Randallom Dunnom, braća Weaver uglavnom su samostalno snimala dijelove pjesama. Uradak je miksan u studiju Avast! Recording Company. Aaron Weaver izjavio je kako se Kody Keyworth pridružio postavi skupine usred snimanja albuma; istaknuo je da nije „sudjelovao u početnom radu na [...] pjesmama”, ali da ih je ipak „začinio”.

## Glazbeni stil
Recenzenti su primijetili kako su pjesme na Thrice Wovenu agresivnije i usklađenije s tradicionalnim black metalom od brojnih prijašnjih uradaka skupine, što su povezali s dolaskom Kodyja Keywortha u Wolves in the Throne Room. Pišući za NPR Music, Lars Gotrich izjavio je da prva pjesma „podsjeća na WITTR na albumima Two Hunters i Black Cascade, ali je odvažnija i odlikuje se novootkrivenom surovošću koja nije povezana s prošlošću”. Časopis Decibel istaknuo je da se uradak „dosta drži tradicionalizma, konkretno tradicionalizma drugog vala black metala”. U recenziji za AllMusic Thom Jurek slično je zaključio da se sastav na albumu „ponovno bavi black [metalom], prepoznatljivim rifovima, prostranim pjesmama i pričama o poganskom slavljenju prirode koji su oblikovali identitet Wolves in the Throne Rooma”.

## Objava i promidžba
Dama 28. lipnja 2017. sastav je najavio album te objavio popis pjesama, datum objave i njegov omot. Glazbeni spot za pjesmu „Born from the Serpent's Eye”, ujedno i prvi glazbeni spot koji je sastav snimio, objavljen je 17. srpnja. Dana 21. kolovoza objavljena je pjesma „Angrboda”, a pjesma „Mother Owl, Father Ocean” objavljena je 11. rujna. Uradak je 22. rujna 2017. objavio Artemisia Records, vlastita diskografska kuća skupine.
Sastav je podržao album odlaskom na američku turneju sa sastavom Pillorian; ta je turneja trajala od 29. rujna do 25. listopada. Potom je s Aluk Todolom i Wiegedoodom otišao na europsku turneju koja je trajala od 15. studenoga do 15. prosinca 2017.

## Popis pjesama
| 1.    | »Born from the Serpent's Eye«          | 9:37  |
| 2.    | »The Old Ones Are with Us«             | 8:36  |
| 3.    | »Angrboda«                             | 10:02 |
| 4.    | »Mother Owl, Father Ocean«             | 2:33  |
| 5.    | »Fires Roar in the Palace of the Moon« | 11:29 |
| 42:17 |                                        |       |

## Recenzije
| Zbirne ocjene   | Zbirne ocjene |
| Izvor           | Ocjena        |
| --------------- | ------------- |
| Metacritic      | 76/100        |
| Recenzije       |               |
| Izvor           | Ocjena        |
| AllMusic        | [ 7 ]         |
| Exclaim!        | 6/10          |
| Metal Hammer    | [ 16 ]        |
| Metal Injection | 7/10          |
| Pitchfork       | 5,2/10        |
| PopMatters      | 8/10          |

Dobio je uglavnom pozitivne kritike. Na Metacriticu, sajtu koji prikuplja ocjene recenzenata raznih publikacija i na temelju njih uratku daje prosječnu ocjenu od 0 do 100, uradak je na temelju četrnaest recenzija osvojio 76 bodova od njih 100, što označava „uglavnom pozitivne kritike”. U osvrtu za AllMusic Thom Jurek dao mu je tri i pol zvjezdice od njih pet zaključivši da je riječ o „dobrodošlu povratku moći i mračna veličanstva jednog od najoriginalnijih američkih metal-sastava”. Christina Wenig dala mu je četiri zvjezdice od njih pet u recenziji za Metal Hammer istaknuvši da su pjesme „guste i dinamične” te da su „jednako eterične koliko su bijesne i razarajuće”.
Pišući za PopMatters, Spyros Stasis dao mu je osam bodova od njih deset i zaključio je da „uravnotežuje ljepotu i nesklad”, da ga tvore „dijelovi koji, kad se nađu u eksploziji black metala, ustraju u brutalnom izričaju” te „veličanstveni i melodični trenutci”. Jeremy Ulrey dao mu je sedam bodova od njih deset u recenziji za Metal Injection izjavivši da je za standarde black metala taj album „profesionalno i pažljivo oblikovan”, ali da ipak „malo previše tapka u mjestu da bi vam se mogla podići obrva, a kamoli naježiti koža”.
U osvrtu za Exclaim! Tom Piekarski dao mu je šest bodova od njih deset spomenuvši da je sastav „opet pripremio bogatu gozbu”, ali da se „gotovo svaka pjesma na albumu malo previše oslanja na ono što su [...] uobičajeni obrasci stila tajnovitog metala”. U manje naklonjenoj recenziji za Pitchfork Andy O'Connor dao mu je 5,2 boda od njih 10 zaključivši da je sastav „lišen čvrstine” te da je sastav „zasjenio pokret koji je [nekoć] predvodio”.

## Zasluge
| Wolves in the Throne Room - Aaron Weaver – bubnjevi, sintesajzer, produkcija, tonska obrada, umjetnički direktor - Kody Keyworth – vokali, gitara, produkcija, tonska obrada, umjetnički direktor - Nathan Weaver – vokali, gitara, produkcija, tonska obrada, umjetnički direktor Dodatni glazbenici - Don McGreevy – akustična gitara (na pjesmi „Born from the Serpent's Eye”) - Anna von Hausswolff – vokali (na 1. i 4. pjesmi) - Steve Von Till – vokali i akustična gitara (na pjesmi „The Old Ones Are with Us”) - Phil Petrocelli – udaraljke (na pjesmi „Mother Owl, Father Ocean”) - Zeynep Oyku – harfa (na pjesmi „Mother Owl, Father Ocean”) |  | Ostalo osoblje - Randall Dunn – produkcija, tonska obrada - Jack Shirley – tonska obrada - William Smith – pomoć pri tonskoj obradi - Jason Ward – mastering - Denis Forkas – naslovnica - John Westrock – fotografija - Valnoir – fotografija - Metastazis – dizajn |